# Josefin Nilsson – Älska mig för den jag är
Josefin Nilsson – Älska mig för den jag är är en svensk dokumentärfilm från 2019, producerad av Anna-Carin Stenholm Pihl som en del i SVT:s programserie K special. Dokumentären handlar om den svenska artisten Josefin Nilsson, sångare i Ainbusk, från vars singel "Älska mej" (1991) dokumentären lånat sin titel, från strofen älska mig för den jag är.

## Bakgrund
Josefin Nilsson var en svensk artist och skådespelerska som växte upp på Gotland och flyttade till Stockholm i tonåren. Hon var framförallt en del i gruppen Ainbusk, tillsammans med systern Marie Nilsson Lind samt barndomsvännerna Annelie Roswall och Bittis Jakobsson, men hade även framgångar som soloartist, musikalartist och filmskådespelare. Hon bröt med artistlivet i Stockholm och flyttade tillbaka till Gotland 2008. Hon levde då med smärtor och psykisk ohälsa, men gjorde comeback på scenen 2015 i en föreställning tillsammans med sin syster. Hon avled 46 år gammal 2016 och obduktionen visade att hon hade hjärtförstoring, dåliga värden och intagit en missbedömd dos receptbelagd medicin.

## Handling
Entimmesdokumentären producerades av Anna-Carin Stenholm Pihl och handlar om Josefin Nilsson och hennes karriär och en tänkt comeback som inte kom till stånd innan hon gick bort. Den tar särskilt upp Nilssons destruktiva relation med skådespelaren Örjan Ramberg under 1990-talet och hur den påverkade henne fram till hennes död 2016. Ramberg namngavs inte i dokumentären, men han diskuterades på sociala medier och processade senare mot filmmakarna eftersom han menade att det var uppenbart vem som avsågs. Filmen avslutades med telefonnummer till Kvinnofridslinjen och Hjälplinjen Vårdguiden.

## Visningar
Dokumentären visades först på SVT Play 22 mars 2019, vilket skulle varit Nilssons 50-årsdag, och blev inom två veckor det mest sedda entimmesprogrammet på SVT med över en miljon visningar. Tablåsändningen den 29 mars 2019 sågs av över en halv miljon tittare och totalt sågs filmen av över 2,5 miljoner tittare. Dokumentären repriserades i SVT2 31 mars 2019, 1 april samma år, 2 april samma år, i SVT1 12 juni samma år, 13 juni samma år, 15 juni samma år och 21 juni samma år.

## Produktion och innehåll
TV-producenten Anna-Carin Stenholm Pihl hade funderat på att göra en hyllningsdokumentär om Josefin Nilsson. Hon kontaktade systern, Marie Nilsson Lind, och frågade om hon hade hennes stöd. Hon fick reda på att Josefin Nilsson hade börjat skriva på en självbiografi, i första hand för att hon ville berätta om ett tidigare förhållande som involverade misshandel och hur det påverkat henne.
Stenholm Pihl gjorde en entimmesdokumentär genom Sveriges Televisions kulturprogram K special. Hon besökte Nilsson Lind och resten av medlemmarna i Ainbusk på Gotland för filmade intervjuer under några tillfällen på sensommaren och hösten 2018. Det materialet kompletterades med intervjuer av kollegor och andra som stått Nilssons karriär nära såsom Babben Larsson, Benny Andersson, Hannes Holm och Björn Kjellman. Hon ville med filmen berätta historien ur Nilssons perspektiv. I dokumentären löper misshandeln som en röd tråd och alla intervjuade berättar sina intryck. Nilssons syster läser ur sparade brev och bandinspelningar från mannen. Mannen dömdes 1998 för misshandel, olaga hot, skadegörelse och överträdelse av besöksförbud. Påföljden blev villkorlig dom. I filmen berättas hur Nilsson drogs med skador, rädsla och ångest efter misshandeln under resten av sitt liv och att hon opererades för ryggbesvär samt medicinerade mot smärtan.

## Efter publiceringen
I dokumentären namngavs inte Örjan Ramberg men hans namn spreds på sociala medier och senare när han processade mot dokumentären gick han själv ut i media. Dagen efter programmets premiärvisning skapade medieprofilen Cissi Wallin hashtaggen #brinnförjosefin och anordnade en ljusmanifestation till hennes minne och för att uppmärksamma våld i nära relationer. Flera hundra personer slöt upp på ljusmanifestationen utanför mannens arbetsplats Dramaten där han skulle ha medverkat i en teateruppsättning, men var sjukskriven. Mannens arbetsplats valdes bland annat för att peka ut vem han var, protestera mot att han fortfarande fick uppträda och motta ovationer utan synliga konsekvenser, för att visa ett systemfel där mannen ansågs vara ökänd för våldsamt beteende utan synbara åtgärder från arbetsgivare och för att visa att hans arbete och anseende verkade viktigare än Josefins upplevelser och öde.
Reaktionerna på dokumentären ledde till att de två återstående föreställningarna på Dramaten ställdes in, bland annat efter namninsamlingar och uppmaning till bojkott av Dramaten. Dessutom ifrågasattes Dramatens agerande efter metoo, eftersom mannen redan då varit avstängd, men ändå kunde återkomma inom ett år. Den externa och interna kritiken som blossade upp ledde till att Dramatens VD Eirik Stubø tvingades avgå.
Det straff som utmättes mannen 20 år tidigare, och särskilt en strafflindring som gjordes efter överklagan, ifrågasattes både på sociala medier och i tidningskrönikor och -ledare. Flera debattörer menade att det var fel av hovrätten att sänka straffet, i synnerhet med motiveringen att mannen hade varit utsatt för medial uppmärksamhet som orsakat problem, att mannen förmodligen skulle ha straffats hårdare idag eftersom brottsrubriceringen kvinnofridskränkning infördes efter att händelserna inträffade och att domen inte stämmer med dagens rättsuppfattning.
På sociala medier namngavs mannen genomgående, men han namngavs inte av traditionell media, vare sig under uppmärksamheten när domen föll på 1990-talet eller under reaktionerna efter dokumentären. Det skapade en debatt om namngivning av granskade och omskrivna personer, som förutom att handla om rimligheten i att namnge, även handlade om det överhuvudtaget fyllde någon funktion att inte namnge i traditionella media när det nådde stor spridning och stort genomslag via sociala medier.
Den namngivning som ändå skedde kritiserades delvis för att leda till ett riktat hat mot mannen i synnerhet, men även mot Dramaten och närstående till både Josefin Nilsson och skådespelaren för att de inte reagerat eller gjort något. Producenten Anna-Carin Stenholm Pihl sade till Expressen att Nilsson inte ville hämnas eller uppmana till hat men istället lyfta frågan om våld i nära relationer på ett mer allmänt plan. Även Nilsson Lind sade att systern inte var ute efter hämnd när hon ville skriva sin bok.

## Kritik
I radioprogrammet Medierna den 13 april 2019 kallade Gunilla Brodrej dokumentären en av de mest omskakande men även en av de mest tendentiösa dokumentärerna som SVT hade sänt. Hon ifrågasatte inte att det förekommit våld men menade att dokumentären var ofullständig och saknade viktiga bitar, bland annat en bilolycka som Nilsson 2005 sade var orsaken till att hon tog smärtstillande medel och som hon själv menade hade givit henne men för livet. Brodrej kommenterade svårigheten i att ifrågasätta något som väckt så starka känslor hos publiken. Producenten Anna-Carin Stenholm Pihl ville inte ställa upp på en intervju för Medierna, men gav en intervju till en barnreporter på en skoltidning. Filmens projektledare på SVT sade att dokumentären i första hand var Nilssons och systerns berättelse och inte granskande journalistik.
Örjan Ramberg menade att han sonat sitt brott, men straffades igen via sociala medier på grund av filmen. I en debattartikel i Aftonbladet 27 juni 2019 skrev Ramberg att det som presenterades i dokumentären var förvrängt och tillbakavisade att han skulle ha vållat Nilsson bestående skador. Ramberg anmälde även SVT till Granskningsnämnden, som fällde programmet på punkten "strider mot bestämmelsen om respekt för privatlivet", men friades avseende bristande saklighet och opartiskhet. Han anmälde också programmet till Justitiekanslern för förtal, men myndigheten beslöt att inte utreda.

## Medverkande
- Marie Nilsson Lind
- Annelie Roswall
- Bittis Jakobsson
- Babben Larsson
- Benny Andersson
- Hannes Holm
- Björn Kjellman
- Felicia Feldt
- Tommy Körberg